# Информациона РНК
Информационе РНК (иРНК) су назване по томе што носе информације, односно упутства о редоследу аминокиселина у протеинима који ће се синтетисати по њима. Њих има онолико врста колико и полипептидних ланаца у датој ћелији, пошто од редоследа нуклеотида у њима зависи којим ће се редом аминокиселине спајати у молекул протеина. Пошто све ћелије једног организма не производе исте протеине, информационе РНК ће се разликовати у различитим типовима ћелија. Осим тога, при различитим физиолошким условима, њихов састав ће се мењати и у истим ћелијама.